# Det stora hoppet
Det stora hoppet är en svensk TV-serie som hade premiär på TV3 17 oktober 2017. Programledare var Henrik Johnsson och Malin Baryard-Johnsson. I serien ska sex hästtjejer lära sina pappor, som från att vara utan erfarenhet på hästryggen ska utvecklas att bli duktiga ryttare. Till sin hjälp har tjejerna Malin Baryard-Johnsson som coach. Dottern till den pappa som efter säsongen blivit  bäst, vinner programmet och får en häst som pris.